# Luise Malzahn
Luise Malzahn (Halle, 9 giugno 1990) è una judoka tedesca.
Ha partecipato alle Olimpiadi di Rio de Janeiro 2016 perdendo la finale per il bronzo dei 78 kg contro la slovena Anamari Velenšek.

## Palmarès
- Mondiali

Čeljabinsk 2014: bronzo nella gara a squadre.
Astana 2015: bronzo nei 78 kg.
- Europei

Istanbul 2011: argento nella gara a squadre e bronzo nei 78 kg.
Čeljabinsk 2012: bronzo nella gara a squadre.
Budapest 2013: bronzo nella gara a squadre.
Montpellier 2014: argento nella gara a squadre.
Kazan' 2016: bronzo nei 78 kg e nella gara a squadre.
Praga 2020: argento nei 78 kg.
- Giochi europei

Baku 2015: argento nei 78 kg e nella gara a squadre.
- Mondiali juniores

Parigi 2009: bronzo nei 78 kg.
- Europei cadetti

Miskolc 2006: oro nei +70 kg.

### Vittorie nel circuito IJF
| Data             | Località   | Paese               | Categoria  |
| ---------------- | ---------- | ------------------- | ---------- |
| 31 marzo 2013    | Samsun     | Turchia             | Grand Prix |
| 23 febbraio 2014 | Düsseldorf | Germania            | Grand Prix |
| 30 marzo 2014    | Samsun     | Turchia             | Grand Prix |
| 2 novembre 2014  | Abu Dhabi  | Emirati Arabi Uniti | Grand Slam |
| 12 maggio 2019   | Baku       | Azerbaigian         | Grand Slam |